# Bombardement de Dieppe (1694)
Guerre de la Ligue d'Augsbourg
Batailles
- Philippsbourg (1688)
- Sac du Palatinat (1689)
- Baie de Bantry (1689)
- Mayence (1689)
- Walcourt (1689)
- Fleurus (1690)
- Cap Béveziers (1690)
- La Boyne (1690)
- Limerick (1690)
- Staffarda (1690)
- Québec (1690)
- Coni (1691)
- Mons (1691)
- Leuze (1691)
- Aughrim (1691)
- La Hougue (1692)
- Namur (1692)
- Steinkerque (1692)
- Lagos (1693)
- Neerwinden (1693)
- La Marsaille (1693)
- Charleroi (1693)
- Saint-Malo (1693)
- Rivière Ter (1694)
- Camaret (1694)
- Texel (1694)
- Dieppe (1694)
- Bruxelles (1695)
- Namur (1695)
- Dogger Bank (1696)
- Carthagène (1697)
- Barcelone (1697)
- Baie d'Hudson (1697)

Le bombardement de Dieppe, également connu sous le nom de « bombarderie » de Dieppe dans les sources de l'époque, est un épisode de la guerre de la Ligue d'Augsbourg au cours duquel une flotte anglo-néerlandaise bombarde la ville de Dieppe, les 22 et 23 juillet 1694. Un incendie se déclare et détruit une grande partie de la ville. Les Anglais se dirigent ensuite vers le port du Havre, qu'ils bombardent également.
Après l'abandon du projet de l'ingénieur Peironet de reconstruire la ville dans la prairie de Bouteilles, Vauban dresse un Plan Corigé des Rües de Dieppe. Finalement, la ville est progressivement reconstruite selon les plans de M. de Ventabren entre 1694 et 1720. Cette architecture a laissé son empreinte dans Dieppe aujourd'hui.

## Le bombardement
Après l'échec de Camaret, le commodore John Berkeley entreprend de bombarder les ports de la Manche, entreprise moins risquée qu'un débarquement. Tirant les leçons du bombardement peu réussi de Saint-Malo le 18 juillet 1694, il se tourne vers Dieppe que sa flotte peut approcher facilement. Cependant, les vents étant défavorables, les opérations ne commencent que le 22 juillet. 
Les galiotes à bombes envoient au moins 1 100 projectiles sur la ville et plus des deux tiers des maisons sont détruites. À la différence des boulets qui sont pleins, les bombes ou obus, creux, sont remplis de produits incendiaires. Les Français ont montré l'efficacité des mortiers placés sur des navires spéciaux, les « galiotes à bombes », en bombardant Alger et Gênes.
La défense de Dieppe tire plus de 1 500 boulets mais la plupart tombent à l'eau sans inquiéter les navires assaillants. Les miliciens chargés de la défense, bretons et catholiques pour la plupart, ajoutent aux horreurs de l'incendie en pillant les maisons des notables protestants.

## Conséquences

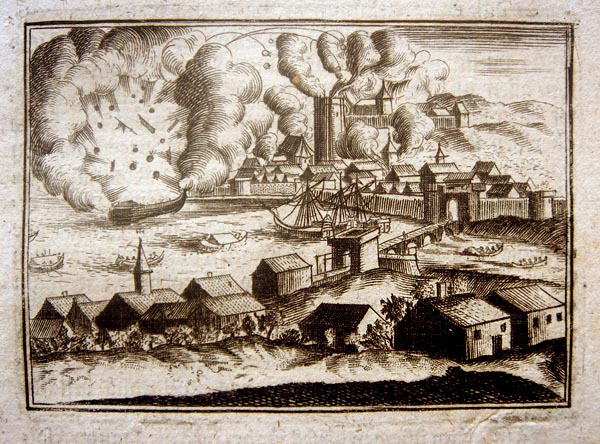
Gravure de 1701.

Dieppe, dont les maisons sont essentiellement à pans de bois, est incendiée et presque complètement détruite. Seuls subsistent quelques édifices comme le château, l'église Saint-Remi, l'église Saint-Jacques ou la tour aux Crabes. Les riches archives sont détruites. La ville cesse alors d'être avec Rouen le principal centre éditorial français de publications maritimes (Paris la supplanta).
La ville n'est reconstruite que très progressivement (et achevée en 1720), sur un plan de l'architecte du Roi, Monsieur de Ventabren, fortement inspiré par Colbert. La manufacture des tabacs est relogée dans l'une des rares constructions préservées, la maison Miffant, mais la lenteur de la reconstruction fait perdre à Dieppe son statut de métropole de commerce dans les deux mondes avec le départ pour d'autres ports des bourgeois industrieux, des commerçants, des ouvriers de marine et des marins au long cours.

### Sources et bibliographie
- Sébastien Le Prestre de Vauban, Projets pour fortifier la ville de Dieppe : 1694-1699 (lire en ligne)
- Philippe de Courcillon de Dangeau, Journal du marquis de Dangeau : 1694-1696, Paris, Firmin Didot et Frères, 1835 (lire en ligne), p. 46 et suiv.
- Patrick Villiers, Jean Bart : Corsaire du Roi Soleil, Fayard, 2013, 552 p. (ISBN 978-2-213-66397-5, présentation en ligne), p. 197.
- Michel Vergé-Franceschi (dir.), Dictionnaire d'histoire maritime, Paris, éditions Robert Laffont, coll. « collection Bouquins », 2002, 1508 p. (ISBN 2-221-08751-8).
- « La Bombarderie de 1694 », Quiquengrogne, Ville de Dieppe, no 18,‎ octobre 1999 (lire en ligne [PDF])